# Antifate (Lestrigone)
Antifàte (in greco antico: Ἀντιφάτης?) è un personaggio della mitologia greca, un Gigante re dei Lestrigoni.

## Mitologia
Antifate era il re dei Lestrigoni, un gruppo di giganti violenti antropofagi in cui Ulisse si imbatté. 

Il re di Itaca aveva dodici navi,  ma furono tutte distrutte, sotto ordine di Antifate, meno una (nave di Ulisse), dalle pietre lanciate con furia dai giganti che avevano divorato uno dei suoi compagni e successivamente ucciso brutalmente i superstiti delle navi..